# 중동말레이폴리네시아어군
중동말레이폴리네시아어군은 말레이폴리네시아어파의 하위 분류로 제안된 분류군으로, 700개가 넘는 언어를 포함한다. 크게 중앙말레이폴리네시아 제어와 동말레이폴리네시아어군으로 나뉜다.

## 분포
중앙말레이폴리네시아 제어는 반다해의 소순다 열도와 말루쿠 제도에서 사용되며 이는 인도네시아의 동누사틍가라주와 말루쿠주 및 동티모르와 대략 일치하는 영역이다. (티모르섬 및 인근 섬의 파푸아 제어 제외) 단, 비마어는 서누사틍가라주 숨바와섬의 동쪽 절반 지역에서 쓰이고, 술라어군 언어들은 북말루쿠주의 술라 제도에서 쓰인다. 이 지역의 주요 섬은 숨바와섬, 숨바섬, 플로레스섬, 티모르섬, 부루섬, 스람섬 등이 있다. 중앙말레이폴리네시아 제어 중 화자 수가 가장 많은 언어는 비마어, 플로레스섬 서부의 망가라이어, 서티모르의 우압메토어, 동티모르의 공용어인 테툼어 등이다.
동말레이폴리네시아어군은 할마헤라해의 섬과 해안으로부터 태평양의 멜라네시아, 미크로네시아, 폴리네시아에 이르는 광대한 영역에 분포한다.

## 하위 분류
로버트 블러스트가 처음 중동말레이폴리네시아어군(CEMP)을 제안했을 때는 중앙말레이폴리네시아어군(CMP)과 동말레이폴리네시아어군(EMP)으로 나뉜다고 보았다. 그러나 현재 ‘중앙말레이폴리네시아’라는 용어는 동말레이폴리네시아어군에 속하지 않는 언어들을 뭉뚱그려 부르는 이름으로서, 유효한 분기군이라기보다는 잘해야 연결체를 이루는 느슨한 모임으로 여겨진다.
중앙말레이폴리네시아 제어는 연결체를 이룰 가능성이 있다. 이들에 대한 연구는 많이 없었지만, 통일성 있는 집단처럼 보이지는 않는다. 이 집단을 구별짓는 특징이라고 주장되어 온 여러 특징들은 이 지역의 외곽에 자리잡은 언어들에는 나타나지 않는다. 일부 언어학자들은 중앙말레이폴리네시아 제어가 연결체를 이룬다고 보는 반면, 보수적인 학자들은 그저 동말레이폴리네시아어군에 속하지 않는 언어들을 부르는 편리한 용어쯤으로 여긴다(Grimes 1991).
동말레이폴리네시아어군은 공통된 음운 변화가 아닌 어휘적 증거에만 기반한 분류이기 때문에 여전히 논란이 있다. 그러나 그 두 갈래를 이루는 남할마헤라서뉴기니어군과 오세아니아어군은 모두 음운적·어휘적 혁신으로 명확히 정의되며 학계에서 보편적으로 받아들여진다.

### 비판
Donohue & Grimes (2008)는 중동말레이폴리네시아어군이 유효한 분기군이 아니며, 연결체조차 아니라고 주장하였다. 이들은 중앙 또는 중동말레이폴리네시아어군이 가진 여러 특징은 보다 보수적인 서말레이폴리네시아 제어나 심지어는 타이완 제어에서도 찾아볼 수 있는 특징이라고 논하였다.

## 언어 목록
대규모 분류군에 대한 근거는 다소 부족하다. 아래 어군 중 몇몇은 확실하다기보다는 잠정적인 것이다.
- 중앙말레이폴리네시아 제어
  - 비마어: 숨바와섬의 동쪽 절반
  - 숨바플로레스어군: 소순다 열도의 숨바섬, 플로레스섬 중서부 및 인근 섬
  - 플로레스름바타어군: 소순다 열도의 플로레스섬 동부 및 그 바로 동쪽에 있는 작은 섬들
  - 셀라루어군: 인도네시아의 타님바르 제도
  - 케이타님바르어군: 말루쿠 제도 남부의 케이 제도와 타님바르 제도, 봄베라이 반도 북부
  - 아루어군: 인도네시아의 아루 제도
  - 중앙말루쿠어군: 주로 스람섬, 부루섬, 암본섬, 케이 제도, 술라 제도
  - 티모르어군 또는 티모르바바르어군: 티모르섬, 이웃한 웨타르섬, (분류하기에 따라) 동쪽의 바바르 제도
  - 코위아이어: 뉴기니섬 봄베라이 반도
  - 테오르쿠르어: 인도네시아 케이 제도 인근
- 동말레이폴리네시아어군
  - 남할마헤라서뉴기니어군: 인도네시아 북말루쿠주에 속하는 할마헤라해 및 파푸아주와 서파푸아주에 속하는 츤드라와시만의 섬과 해안 지역
  - 오세아니아어군: 폴리네시아 및 멜라네시아와 미크로네시아의 여러 지역

## 참고 문헌
- Fay Wouk and Malcolm Ross (ed.), The history and typology of western Austronesian voice systems. Australian National University, 2002.
- K. Alexander Adelaar and Nikolaus Himmelmann, The Austronesian languages of Asia and Madagascar. Routledge, 2005.